# Tinchebray
Tinchebray – miejscowość i dawna gmina we Francji, w regionie Normandia, w departamencie Orne. W 2008 roku liczba ludności wynosiła 2710 mieszkańców. 
W dniu 1 stycznia 2015 roku z połączenia siedmiu ówczesnych gmin – Beauchêne, Frênes, Larchamp, Saint-Cornier-des-Landes, Saint-Jean-des-Bois, Tinchebray oraz Yvrandes – utworzono nową gminę Tinchebray-Bocage. Siedzibą gminy została miejscowość Tinchebray. 
W 1909 roku w Tinchebray Pierre Fortin oficjalnie założył fabrykę czekolady „La Chocolaterie de l'Abbaye de Tinchebray”, której produkcja ruszyła w następnym roku. W 1989 roku fabrykę zakupił koncern Cémoi. 

## Zabytki
- Fontanna Montpensier 1883 r
- Muzeum etnograficzne
- Opactwo Saint-Pierre-et-Saint-Paul 1830
- opactwo Notre-Dame-des-Montiers XV - XVII w.
- Kościół Saint-Rémi (romański, 1350 r.), fortyfikacje z czasów wojny stuletniej, freski z XIV w.
- Kościół Sainte-Marie 1860 r.
- Dawne więzienie królewskie, trybunał, hale (XVI w) - obecnie muzeum Tinchebray

## Postacie związane z miastem
- André Breton – pisarz, poeta, eseista, krytyk, teoretyk surrealizmu[4].